# Acy
Acy is een gemeente in het Franse departement Aisne (regio Hauts-de-France). De plaats maakt deel uit van het arrondissement Soissons. Acy telde op 1 januari 2022 1.013 inwoners.

## Geografie
De oppervlakte van Acy bedroeg op 1 januari 2022 11,67 vierkante kilometer; de bevolkingsdichtheid was toen 86,8 inwoners per km².
De onderstaande kaart toont de ligging van Acy met de belangrijkste infrastructuur en aangrenzende gemeenten.

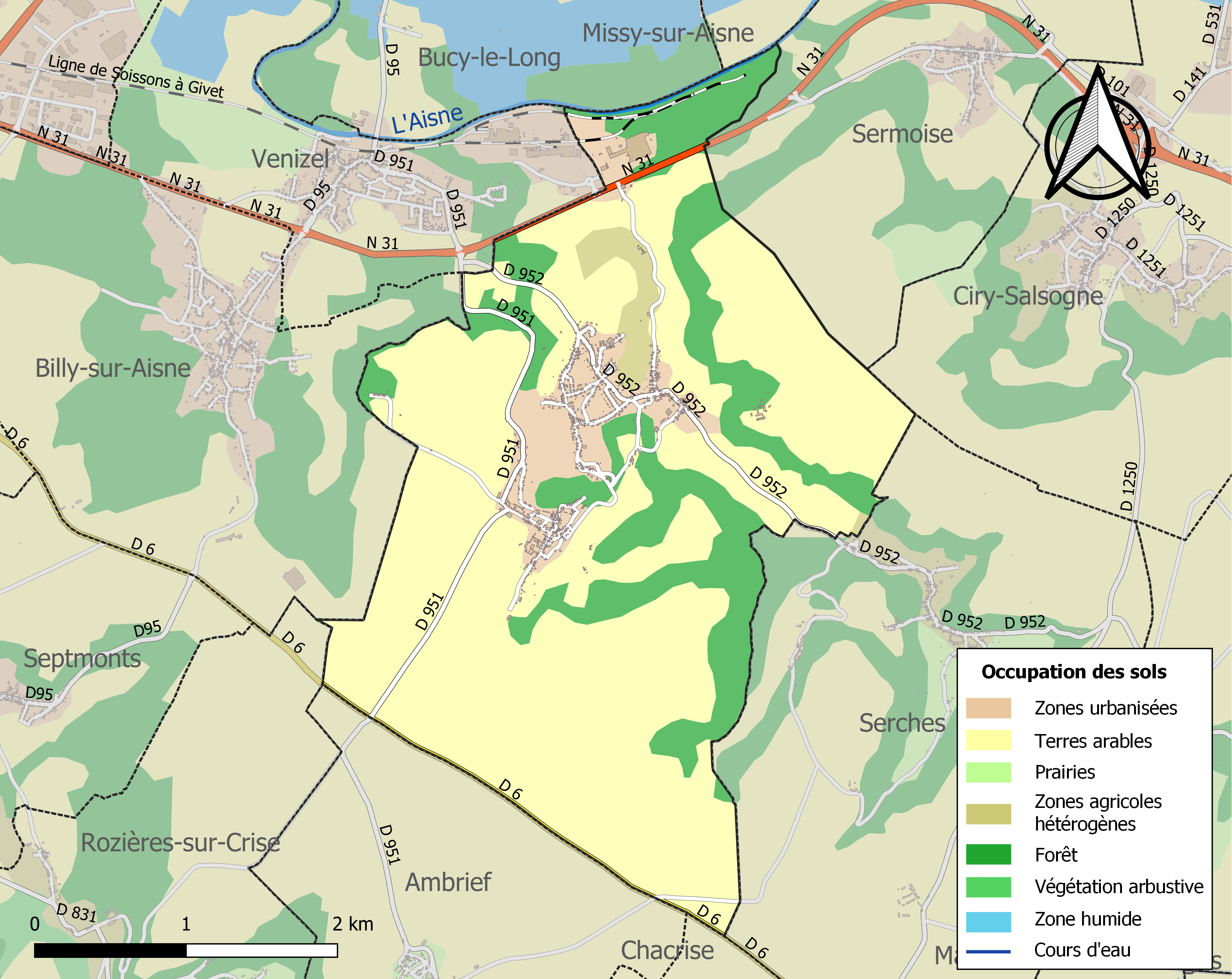

## Demografie
Onderstaande figuur toont het verloop van het inwonertal (bron: INSEE-tellingen).
Vanwege een beveiligingsprobleem met de MediaWiki Graph-software is het momenteel niet mogelijk deze grafiek weer te geven. Zodra de software is bijgewerkt zal de grafiek vanzelf weer zichtbaar worden.